# Carl Gabriel Yorke
Carl Gabriel Yorke (23 de noviembre de 1952) es un actor estadounidense, conocido por su participación en la película gore Cannibal Holocaust de 1980 y en la versión original de la serie de televisión Dinastía.
Fue uno de los cuatro actores que la policía italiana creía que habían sido asesinados durante el rodaje de la película de terror de 1980 Cannibal Holocaust. Algunas de las escenas de la película eran tan realistas que poco después de finalizado el rodaje se dio a conocer que su director Ruggero Deodato había sido arrestado por asesinato. Los actores habían firmado contratos para mantenerse al margen de los medios de comunicación durante un año con el objetivo de dar pábulo a los rumores de que se trataba de una película snuff. El tribunal solo se convenció de que estaban vivos cuando los contratos vencieron y los actores aparecieron en un programa de televisión como prueba.

## Filmografía
- Cannibal Holocaust (1980)
- The Paper Chase (1982-1983, serie de televisión)
- Lancelot (1984)
- Dinastía (1984)
- Civil Wars (1992, serie de televisión)
- Jack the Bear (1993)
- Apolo 13 (1995)